# Еріка Салумяе
Еріка Салумяе (Салумяе Еріка Акселівна, ест. Erika Salumäe, 11 червня 1962) — естонська велогонщиця, що спеціалізувалася в спринті, олімпійська чемпіонка.
Еріка стала останньою естонською радянською олімпійською чемпіонкою (1988 року в Сеулі) та першою олімпійською чемпіонкою незалежної Естонії (1992 року в Барселоні).

## Життєпис

### Ранні роки
Від Еріки відмовилася при народженні її мати, і дівчинку відправили до дитячого будинку міста Ельва. У віці 7 років її вдочерили названі батьки. Еріка навчалася в школі з гуманітарним ухилом, писала вірші і ставала призером і переможцем літературних олімпіад. Займалася легкою атлетикою, баскетболом, ковзанярським спортом (стала чемпіонкою Естонської РСР).
Ходила до музичної школи, у 18 років віддала перевагу спортивній кар'єрі. 1980 року почала займатися велоспортом: тренер Юрій Кальмус запропонував почати тренування, повідомивши про включення велоспорту в Олімпійські ігри. Навесні в Латвії пройшли перші змагання, на яких Еріка здобула свою першу перемогу.

### Професійна кар'єра
Після перемоги в одній з першостей СРСР в спринті, переслідуванні і груповій гонці Еріка зустрілася з тренером Станіславом Соловйовим, який запропонував переїхати до Таллінну і зайнятися велотреком. Почала тренуватися з чоловіками (жінки тоді не займалися велотреком в Естонії), багато часу проводила в Москві, спілкуючись з тренером Володимиром Леоновим. Нарешті, перемога в першості СРСР над Галиною Царьовою відкрила Еріці шлях на Універсіаду 1983 року (тоді Еріка вперше виїхала за кордон, встановивши там свій перший світовий рекорд і перемігши в спринті). Всього ж в рамках першостей СРСР вона виступала за Таллінські команди «Калев» і «Динамо».

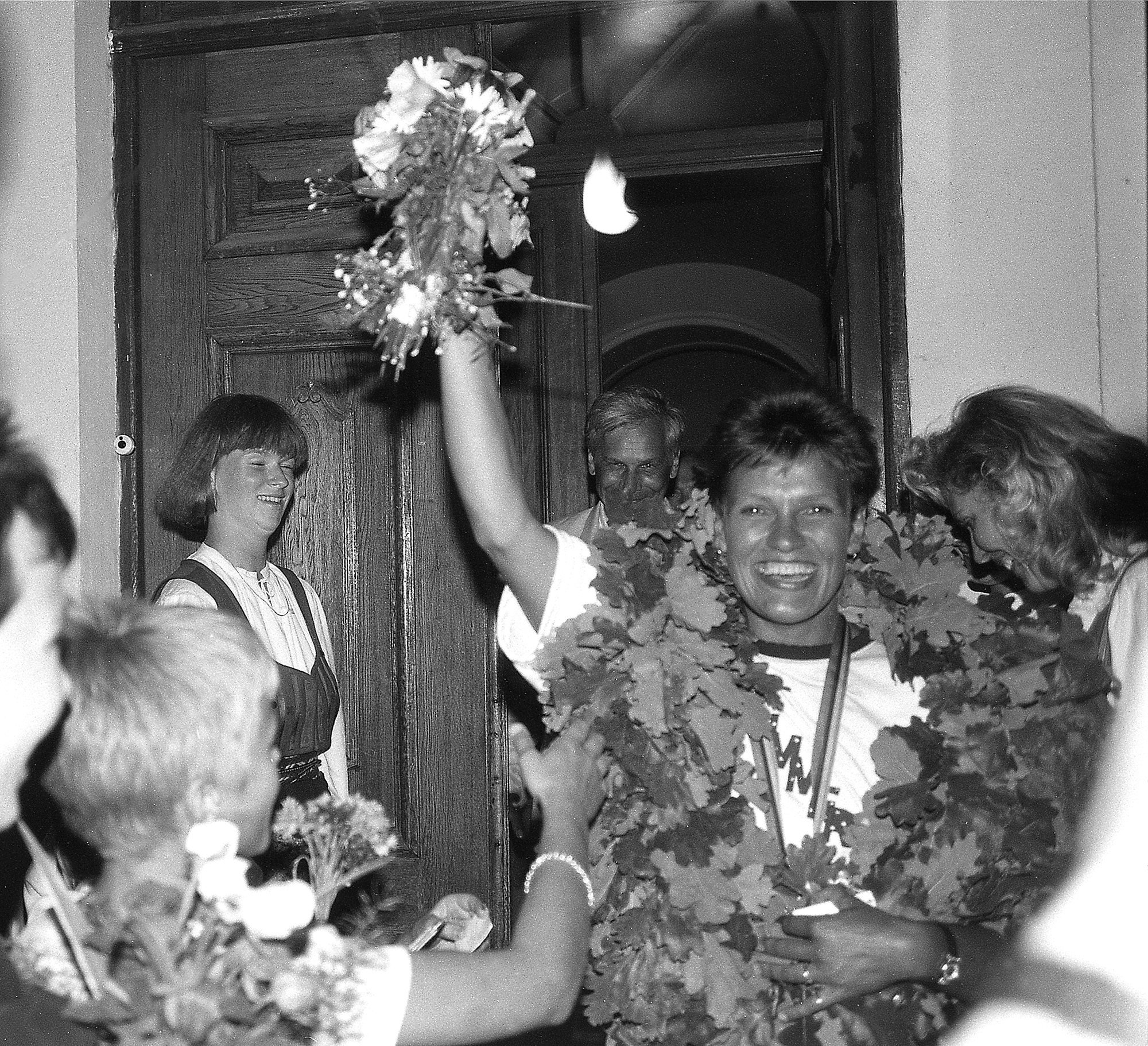
Урочиста зустріч Еріки на Ратушній площі в Таллінні 1992 року

1987—1989 — завоювала три золоті медалі на міжнародних змаганнях: дві на чемпіонатах світу і одну в Сеулі на Олімпіаді. Після такого успіху був період втоми, проте Еріка не покинула спорт і продовжила кар'єру, вигравши друге олімпійське золото в Барселоні 1992 року (і там, і там Еріка перемагала німецьких спортсменок). За її спогадами, її як олімпійську чемпіонку урочисто зустрічали біля міської ратуші Таллінна. Примітно, що Еріка могла і не поїхати на Олімпіаду в Барселоні через хворобу (протягом двох місяців вона проходила курс лікування), однак слабкість в швидкості для спринтера була компенсована тактичними ходами, що і принесло спортсменці олімпійське золото (перше для незалежної Естонії після розпаду СРСР).
З роками стан здоров'я Еріки погіршувався (її оперували 7 разів), і німецькі лікарі рекомендували їй піти зі спорту, однак вона ще раніше дала обіцянку взяти участь в Олімпіаді в Атланті 1996 року. Там естонська гонщиця посіла шосте місце, що вболівальники і преса сприйняли як розчарування і провал, не знаючи про стан здоров'я Салумяе. Останньою її нагородою стала бронзова медаль на першості світу 1995 року. Після Олімпіади Еріка завершила кар'єру велогонщиці після довгих роздумів.

### Після кар'єри велогонщиці
1999 року Салумяе очолила Міжнародний союз велосипедистів, в якому працювала до 2006 року. 2004-го паралельно стала президентом національного Олімпійського комітету і залишила цю посаду після відходу з поста глави Міжнародного союзу велосипедистів. З 2004 року також є главою Естонського союзу шкільного спорту. Двічі обиралася в Рійгікогу (державні збори) Естонії. За свою діяльність нагороджена Орденом Естонського Червоного Хреста (2001).

## Виступи на Олімпіадах
| Олімпіада      | Дисципліна | Місце |
| -------------- | ---------- | ----- |
| Сеул 1988      | спринт     | 1     |
| Барселона 1992 | спринт     | 1     |
| Атланта 1996   | спринт     | 6     |

## У масовій культурі
2024 року в Естонії, Латвії та Литві почалися зйомки художнього фільму "Наша Еріка" (Meie Erika), присвяченого спортивній та політичній кар'єрі Еріки. Режисер – лауреат студентського "Оскара" Герман Голуб. Сама Еріка стала консультантом зі сценарію та затвердила головну акторку Каролін Юрізе. Тренера Станіслава Соловйова гратиме Родіон Кузьмін. При цьому, ні Еріка, ні Соловйов не захотіли розповідати один про одного для фільму. Тому вся історія їхніх стосунків вигадана, оскільки автори фільму не знають точно, що сталося.

## Титули
- Олімпійська чемпіонка 1988 і 1992 років
- Чемпіонка світу 1987 і 1989 років
- Срібний призер чемпіонатів світу 1984 і 1986 років
- Бронзовий призер чемпіонату світу 1995
- Дворазова чемпіонка Універсіади 1983 року
- 16-разова чемпіонка СРСР
- 9-разова володарка титулу найкращої спортсменки Естонії[4]
- Побила 16 світових рекордів

## Сім'я
Хобі — музика і читання. Є дочка Сірлом. Еріка проживає в Іспанії з 2010 року, займається бізнесом. Написала автобіографію «Залишитися в живих» (ест. Jääda ellu).